# ヒックとドラゴン 聖地への冒険
『ヒックとドラゴン 聖地への冒険』（原題: How to Train Your Dragon: The Hidden World）は、2019年のアメリカの3Dアニメ映画。『ヒックとドラゴン2』の続編。2012年8月6日にアメリカのドリームワークス・アニメーションと中国企業によって設立された合弁企業であるオリエンタル・ドリームワークスは、2018年2月1日、チャイナ・メディア・キャピタルが同社の完全な所有権を取得し、社名も現在の「パール・スタジオ」に改名されたため、本作以降のドリームワークス・アニメーション作品には関わっていない。

## 概略
前作から1年後の世界。ヒックたちは捕らえられたドラゴンたちを次々と島へ連れて帰ったが、それが原因で島がドラゴンで溢れかえるという事態が起きた。そんなある日、ヒックは父親のストイックから聞いた話を思い出した。ストイックによると、この世界のどこかにドラゴンの楽園が存在するのだという。その頃、ドラゴンハンターとして有名なグリメルは白いドラゴンをおとりにトゥースをおびき出し、捕まえて兵器として活用することを画策していた。
トゥースは森の中で白いドラゴン（アスティはライト・フューリーと命名した）を発見し、コミュニケーションを試みたが、近くにヒックの存在を感じ取ったライト・フューリーはそのまま逃走した。ほどなくして、ヒックとタフナットは付近にドラゴン用の罠が多数仕掛けられているのを発見した。その日の夜、グリメルはヒックの元を訪れ「トゥースを俺に引き渡せ」と迫った。ヒックはグリメルの来訪を予想しており、奇襲で仕留めようとしたが、グリメルに逃げられてしまった。グリメルはヒックの家や島のあちこちを焼き払っていった。ヒックは故郷が最早安全な場所ではなくなったことを悟り、新天地を求め村人やドラゴンたちを連れて楽園を探す旅に出ることにした。

## 声の出演
※括弧内は日本語吹替声優。
- ジェイ・バルチェル - ヒック（田谷隼）
  - A・J・ケーン - 子供時代のヒック（川原瑛都）
- アメリカ・フェレーラ - アストリッド（アスティ）（寿美菜子）
- F・マーレイ・エイブラハム - グリメル・ザ・グリズリー（松重豊[8]）
- クリストファー・ミンツ＝プラッセ - フィッシュ（宮里駿）
- クレイグ・ファーガソン - ゴッバー・ザ・ベルヒ（岩崎ひろし）
- ジョナ・ヒル - スノットロート・ヨーゲンソン（淺井孝行）
- クリステン・ウィグ - ラフナット・ソーストン（村田志織）
- ジャスティン・ラップル - タフナット・ソーストン（南部雅一）
- キット・ハリントン - エレット（小松史法）
- ジェラルド・バトラー - ストイック・ザ・ヴァスト（田中正彦）
- ケイト・ブランシェット - ヴァルカ（深見梨加）
- ジュリア・エメリン - グリゼルダ・ザ・グリーヴァス（佐古真弓）
- オラフル・ダッリ・オラフソン - ラグナー・ザ・ロック（松田健一郎）
- ジェームズ・シー - チャガタイ・ハーン（高木渉）
- デヴィッド・テナント - アイヴァー・ザ・ウィットレス/シュピテロート・ヨーゲンソン（田中美央）
- ロビン・アトキンス・ダウンズ - アック（真木駿一）
- キーラン・エリオット - ホアーク（相沢まさき）
- アシュリー・ジェンセン - フレマ（田村千恵）
- ギデオン・エメリー - 猟師（吉田ウーロン太）

## 製作
2011年6月2日、ディーン・デュボア監督は『ヒックとドラゴン2』が3部作の2作目であると明言した。2012年8月14日、原作者のクレシッダ・コーウェルが「映画の三部作と原作は似たような結末を迎える」という趣旨のことを述べた。9月9日、前作の主要キャストとスタッフが続投することになったとの発表があった。当初、前作でタフナットの声を担当したT・J・ミラーも続投するはずだったが、ミラーにセクハラを受けたとの告発があったことやミラーが「爆弾が仕掛けられている」などと警察に虚偽の通報をしたことを受けて、ミラーは降板させられた。デュボワ監督はミラーを再度起用しようとしたが、ドリームワークスがそれに反対したのだという。2017年11月14日、Ｆ・マーリー・エイブラハムが起用されたとの報道があった。2018年4月17日、本作のタイトルが『How to Train Your Dragon: The Hidden World』に決まったと報じられた。
当初、デュボア監督は本作の結末部で前作に登場したドラゴを復活させるつもりだったが、スティーヴン・スピルバーグから「ドラゴを復活させるなら、そのためのストーリーを盛り込む必要があるが、それをやると上映時間が長くなってしまう」と言われて断念したのだという。
本作のアニメーション製作は困難を極め、「真っ白な体を持つライト・フューリーの光の当たり方はどのように描写すべきか」などの難問が複数発生した。そのため、ドリームワークスは複雑な作業に対処するための新しいソフトウェアを開発したり、設備を更新したりすることを余儀なくされた。

### 音楽
2019年2月1日、本作のサウンドトラックが発売された。

## 公開
当初、本作は2016年6月17日に全米公開される予定だったが、後に公開日は2017年6月9日に延期された。2015年1月22日、ドリームワークス・アニメーションの組織再編・人員削減に伴って、本作の全米公開日が2018年6月29日に延期されるとの発表があった。その後も、公開日は2018年5月18日→2019年3月1日と変更され、最終的には2019年2月22日に全米公開となった。
2018年5月31日、本作のポスターが公開された。6月7日、本作のファースト・トレイラーが公開された。10月25日、本作のセカンド・トレイラーが公開された。

## 興行収入
本作は公開初週末に4400万ドル前後を稼ぎ出すと予想されていたが、実際の数字はこれを大幅に上回るものとなった。2019年2月22日、本作は全米4259館で公開され、公開初週末に5502万ドルを稼ぎ出し、週末興行収入ランキング初登場1位となった。この数字は前作の数字（4945万ドル）を上回るものとなった。

## 評価
本作は批評家から絶賛されている。映画批評集積サイトのRotten Tomatoesには244件のレビューがあり、批評家支持率は91%、平均点は10点満点で7.25点となっている。サイト側による批評家の見解の要約は「三部作の最終作が素晴らしい出来になるのは珍しいことである。『ヒックとドラゴン 聖地への冒険』には美しいヴィジュアルと観客の心を動かすストーリーがあり、シリーズの幕を見事に下ろした。」となっている。また、Metacriticには39件のレビューがあり、加重平均値は71/100となっている。なお、本作のCinemaScoreはAとなっている。